# Timbercreek Canyon
Timbercreek Canyon es una villa ubicada en el condado de Randall en el estado estadounidense de Texas. En el Censo de 2010 tenía una población de 418 habitantes y una densidad poblacional de 84,41 personas por km².

## Geografía
Timbercreek Canyon se encuentra ubicada en las coordenadas 35°3′15″N 101°49′00″O / 35.05417, -101.81667. Según la Oficina del Censo de los Estados Unidos, Timbercreek Canyon tiene una superficie total de 4.95 km², de la cual 4.94 km² corresponden a tierra firme y (0.26%) 0.01 km² es agua.

## Demografía
Según el censo de 2010, había 418 personas residiendo en Timbercreek Canyon. La densidad de población era de 84,41 hab./km². De los 418 habitantes, Timbercreek Canyon estaba compuesto por el 96.17% blancos, el 0.24% eran afroamericanos, el 0% eran amerindios, el 0.48% eran asiáticos, el 0% eran isleños del Pacífico, el 1.2% eran de otras razas y el 1.91% pertenecían a dos o más razas. Del total de la población el 2.87% eran hispanos o latinos de cualquier raza.